# Klaus Störtebeker
Klaus Störtebeker, död 1401, var ledare för vitaliebröderna. Han organiserade verksamheten som en maffia under devisen "Guds vänner och hela världens fiender". Överlöpare förföljdes och dödades, och Störtebekers skepp Den röde djävulen spred skräck vida omkring. Hansan, som tidigare understött Störtebekers kapningar av danska fartyg, drabbades alltmer själva av sjörövarattacker. Hansans egna skepp trakasserades ideligen, och anarkin på Östersjön hade blivit ett stort problem. Mat- och varutransporter som var ämnade för Stockholm hamnade lika gärna i Visby. 
Drottning Margaretas uppgörelse med Hansan 1393 innebar slutet för vitaliebrödernas verksamhet. Hamburg och Lübeck hade nu tröttnat och satte upp en flotta som i ett våldsamt slag vid Helgoland 1401 för tillfället gjorde slut på Östersjöterrorn. De överlevande piraterna fördes till Lübeck för rannsakan. Störtebeker lovade att förgylla hela taket i stadens största kyrka mot att få behålla livet. Det hjälptes inte – Störtebeker och ytterligare sjuttio sjörövare fick sina huvuden avhuggna och uppsatta på pålar.